# 住友別子病院
住友別子病院（すみともべっしびょういん）は、愛媛県新居浜市にある医療機関。医療法人住友別子病院が運営する病院である。医師の卒後臨床研修指定病院、二次救急指定病院、地域がん診療連携拠点病院等の指定を受ける。

## 病棟
- 病床数：360床[1]（特定集中治療室 6床[1]）　個室125室
- 敷地面積 24,480.2m2
- 延床面積 27,378.4m2

## 沿革

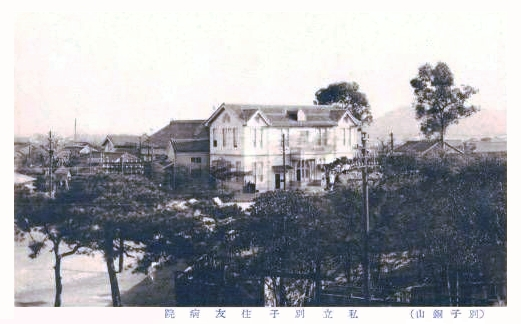
戦前の住友別子病院。現在地に移転する前は、市内惣開町に立地した。

- 1883年（明治16年） - 住友家による別子銅山事業の従事者とその家族の診療を目的として、別子山村にて開設
- 1966年（昭和41年） - 数次の変遷を経たのち現在地へ移転。一般社会保険診療の取扱開始
- 1979年（昭和54年） - 病床数を355床から401床に増床
- 1996年（平成8年）3月 - 病棟増改築工事完成。手術室を移転・拡充し新たに集中治療室を配備
- 2001年（平成13年）4月 - 病院機能評価認定（一般病院種別B）。院外処方箋発行開始
- 2003年（平成15年）3月 - オーダリングシステム導入。中央採血室設置
- 2003年（平成15年）6月 - 開院120周年記念行事開催
- 2003年（平成15年）8月 - 病床種別を一般364床、療養37床に変更。緩和医療チーム創設
- 2003年（平成15年）9月 - 回復期リハビリテーション病棟設置
- 2003年（平成15年）10月 - 院内ボランティア活動開始
- 2003年（平成15年）11月 - 臨床研修病院指定
- 2005年（平成17年）1月 - 地域がん診療連携拠点病院指定
- 2006年（平成18年）3月 - 地域周産期母子医療センター認定
- 2006年（平成18年）4月 - 病院機能評価更新認定（一般病院：Ver5.0）
- 2006年（平成18年）9月 - 病床種別を一般368床、療養33床に変更
- 2007年（平成19年）4月 - 敷地内完全禁煙実施
- 2007年（平成19年）10月 - 病床種別を一般401床に変更。回復期リハビリテーション病棟廃止
- 2008年（平成20年）9月 - 産婦人科の休診により、周産期母子医療センターを辞退
- 2009年（平成21年）4月1日 - 住友金属鉱山運営[注釈 1]の企業立病院から医療法人体制へ移行し、医療法人住友別子病院による運営に変更された。
- 2012年（平成24年）3月30日 - 敷地内への新病院建設が発表された
- 2014年（平成26年）9月 - 建て替え工事に着手[3]

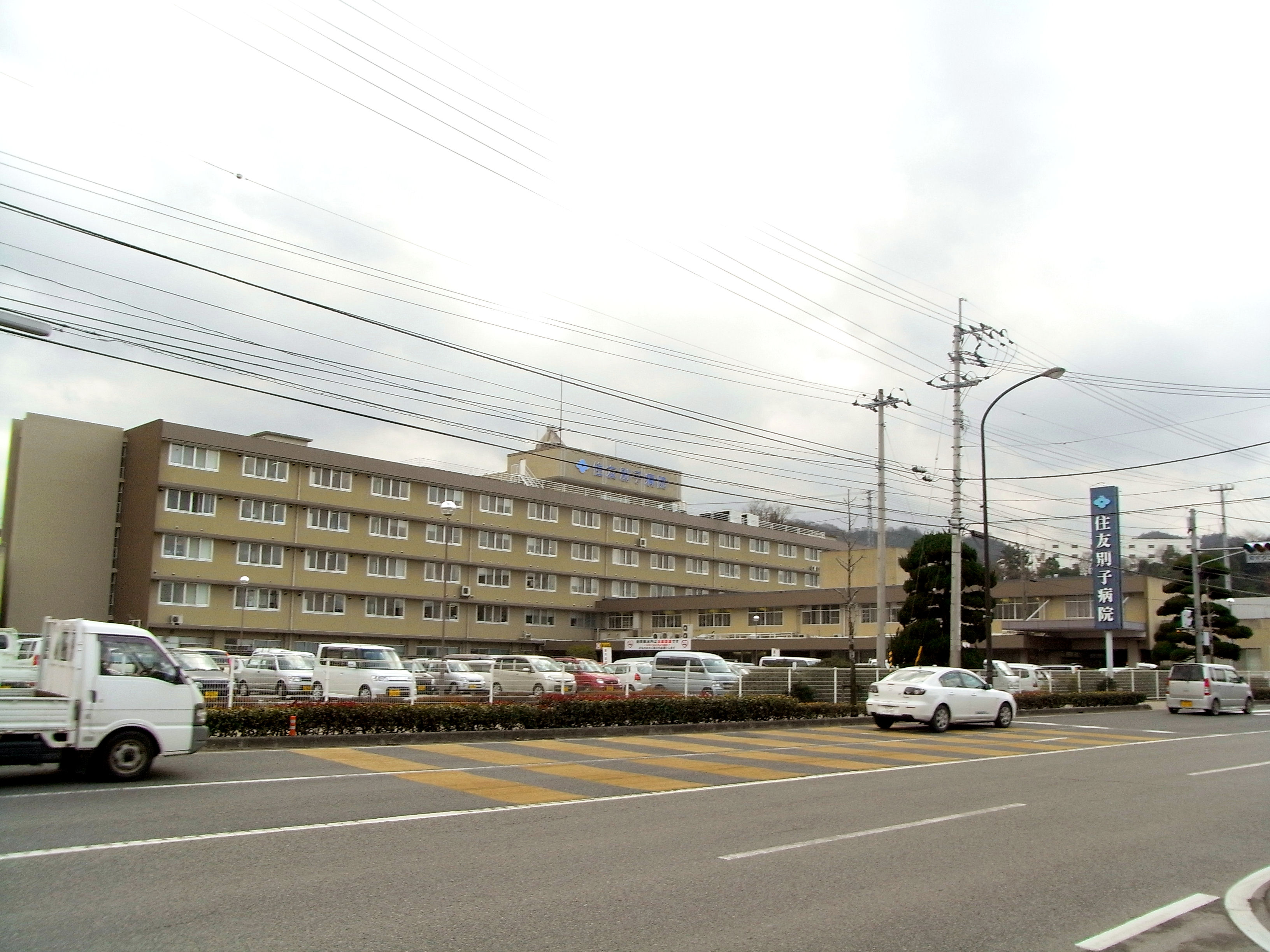
以前の建物

- 2016年（平成28年）10月3日 - 新病院棟が完成し、診察を開始[1]。

### 新病院建設
- 2014年（平成26年）8月1日、新病院建設工事の再々入札を行い、鹿島・三井住友共同企業体が落札した[4]。なお、新病院建設場所の同一町の新居浜市立惣開小学校の床下から、1979年(昭和54年)3月に住友金属鉱山が埋めた尾鉱（鉱さいの一種）により、カドミウム等が含まれる結晶物が隆起した[5] 。

## 診療科
- 内科
- 循環器内科
- 消化器内科
- 腎臓内科
- 糖尿病内科
- 神経内科
- 精神科
- 小児科
- 外科
- 整形外科
- 脳神経外科
- 皮膚科
- 泌尿器科
- 耳鼻咽喉科
- 眼科
- 産婦人科
- 形成外科
- 麻酔科
- 放射線IVR科
- 放射線診断科
- 歯科口腔外科

## 医療機関認定施設
出典
| 地域がん診療連携拠点病院                                   | 基幹型臨床研修病院                                                        |
| 救急指定病院                                               | 日本医療機能評価機構認定病院                                              |
| 日本消化器内視鏡学会認定指導施設                           | 日本消化器病学会認定施設                                                  |
| 日本循環器学会認定循環器専門医研修関連施設                 | 日本心血管インターベンション治療学会連携施設                              |
| 日本インターベンショナルラジオロジー学会専門医修練施設     | 日本外科学会外科専門医制度修練施設                                        |
| 日本消化器外科学会専門医修練施設                           | 日本乳癌学会関連施設                                                      |
| 日本大腸肛門病学会認定施設                                 | NCD施設会員                                                               |
| 日本麻酔学会麻酔科認定病院                                 | 日本泌尿器科学会専門医教育施設                                            |
| 日本眼科学会専門医制度研修施設                             | 日本耳鼻咽喉科学会専門医制度研修施設                                      |
| 日本口腔外科学会認定関連准研修施設                         | 日本障害者歯科学会臨床経験施設                                            |
| 日本形成外科学会認定施設                                   | 日本透析医学会専門医制度教育関連施設                                      |
| 日本医療薬学会がん専門薬剤師（制度がん専門薬剤師）研修施設 | 日本がん治療認定医機構認定研修施設                                        |
| 日本臨床腫瘍学会認定研修施設                               | 日本医学放射線学会放射線科専門医修練機関（画像診断・IVR部門、核医学部門） |
| 日本病理学会登録施設                                       | 日本臨床細胞学会認定施設                                                  |
| 日本静脈経腸栄養学会NST稼動施設                            | 愛媛大学医学部臨床実習施設                                                |
| 日本整形外科学会専門医制度研修施設                         | 日本脊椎脊髄病学会 椎間板酵素注入療法実施可能施設                         |
| 日本脳神経外科学会専門医認定制度研修プログラム参加施設     | 日本脳卒中学会認定研修教育病院                                            |
| 画像診断管理認定施設                                       | 地域薬学ケア専門薬剤師研修施設                                            |
| 緩和医療専門薬剤師研修施設                                 | 日本医療薬学専門薬剤師研修施設                                            |
| 日本胃癌学会認定施設B                                      |                                                                           |

## 交通アクセス

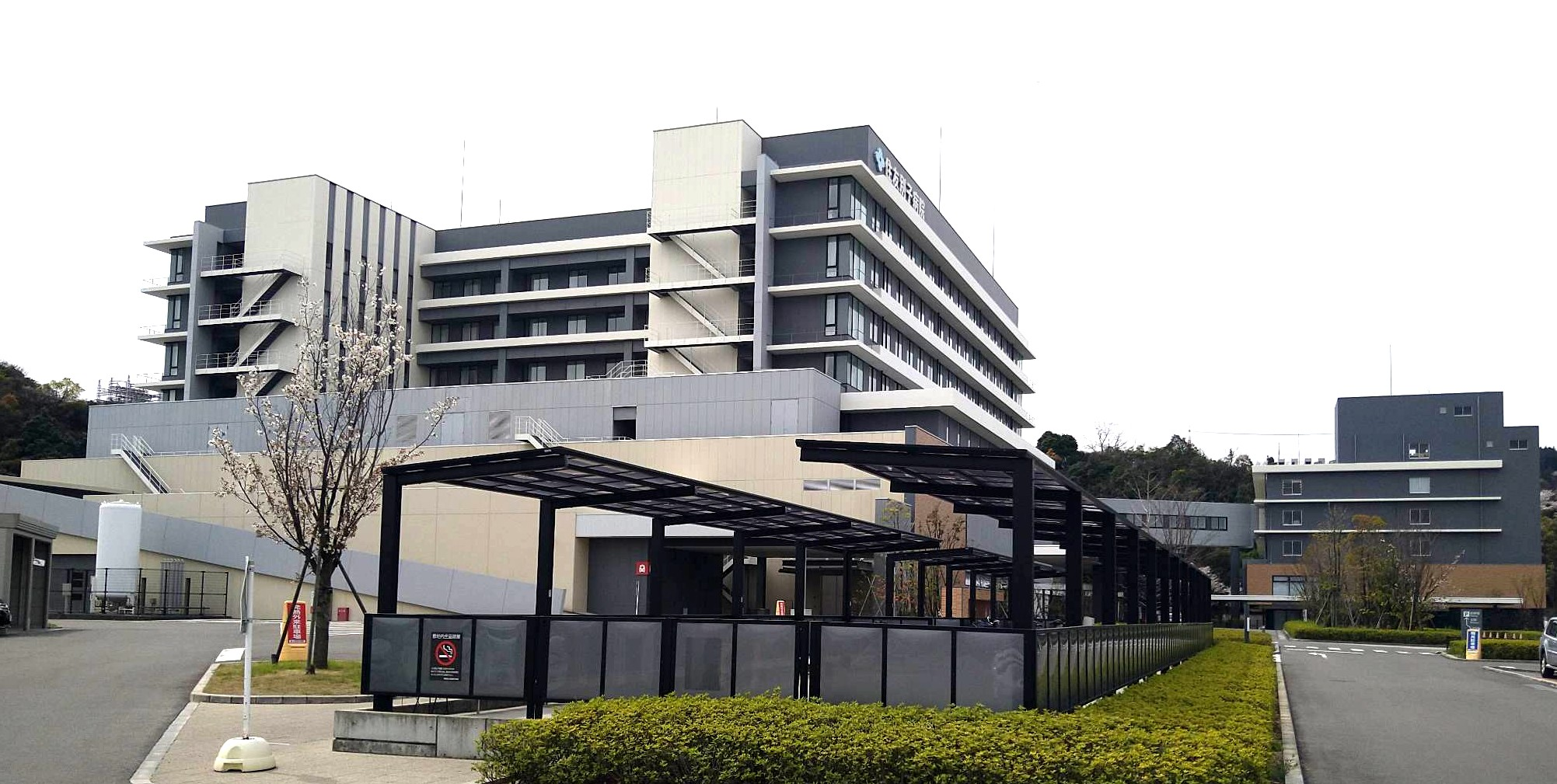
東側入口より

当病院玄関前にせとうちバスバスターミナルが設置されている。
- JR新居浜駅よりバスで約15分
- いよ西条インターチェンジより車で約20分
- 新居浜インターチェンジより車で約20分